# Periga cynira
Periga cynira är en fjärilsart som beskrevs av Pieter Cramer 1777. Periga cynira ingår i släktet Periga och familjen påfågelsspinnare. Inga underarter finns listade i Catalogue of Life.

## Bildgalleri

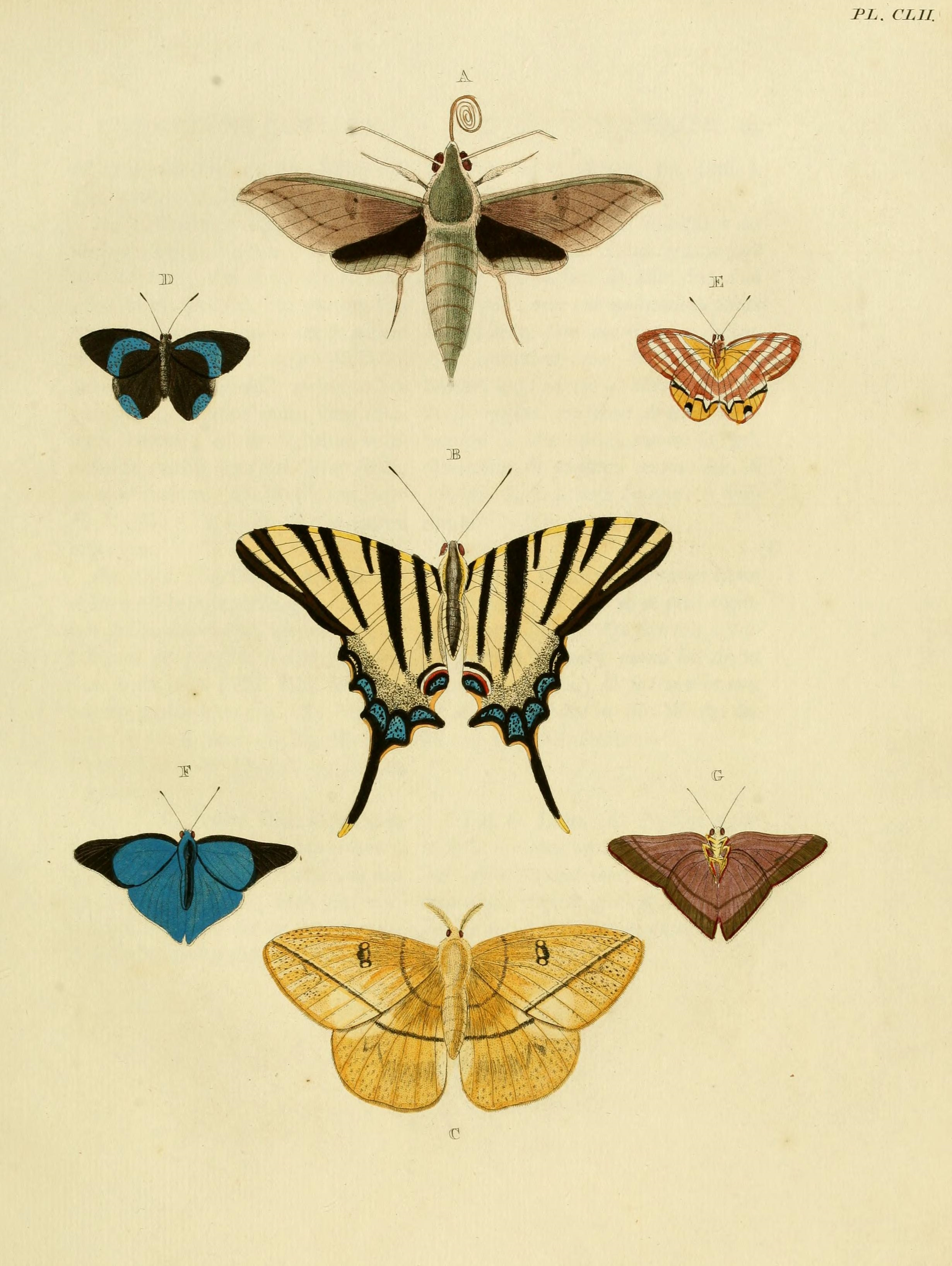